# آرتور هیچینز
آرتور هیچینز (انگلیسی: Arthur Hitchins؛ ۱ دسامبر ۱۹۱۳ – ۱۰ اکتبر ۱۹۷۵ (aged 61)) بازیکن فوتبال اهل بریتانیا بود.
از باشگاه‌هایی که در آن بازی کرده‌است می‌توان به باشگاه فوتبال واتفورد و باشگاه فوتبال تاتنهام هاتسپر اشاره کرد.